# Lugnvik
Lugnvik – miejscowość (tätort) w Szwecji, w regionie administracyjnym (län) Västernorrland, w gminie Kramfors.
Według danych Szwedzkiego Urzędu Statystycznego liczba ludności wyniosła: 332 (31 grudnia 2015), 315 (31 grudnia 2018) i 289 (31 grudnia 2019).